# Navarrete

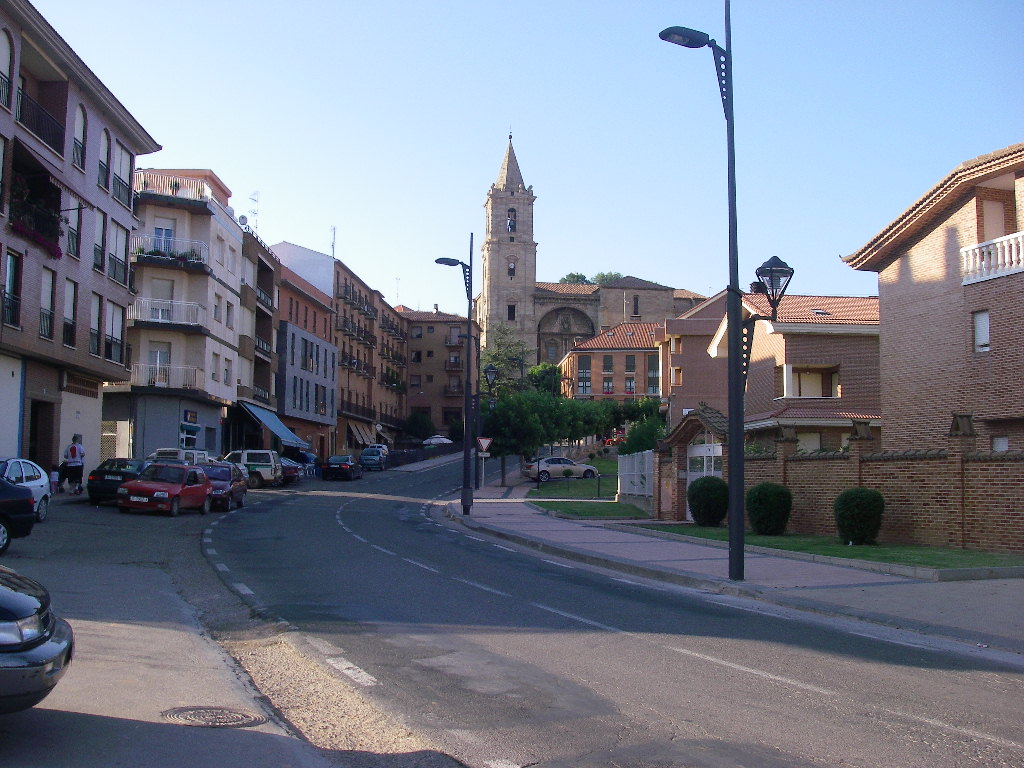
Navarrete

Navarrete este un municipiu în sudul La Rioja, în Spania. Are o populație de 2 722 locuitori și suprafață de 28,49 km².